# Antonia Palacios
Antonia Palacios (13 tháng 5 năm 1904 - 2001) là một nhà thơ, tiểu thuyết gia và nhà tiểu luận người Venezuela. Bà đã giành giải thưởng quốc gia về văn học năm 1976 và giải thưởng văn học thành phố năm 1982. Cùng với Miguel Otero Silva, Pablo Rojas Guardia và Luis Castro, bà là thành viên của Thế hệ 1928.

## Tác phẩm được chọn
- (1945) París y tres recuerdos
- (1955) Viaje al Frailejón
- (1964) Crónica de las horas
- (1969) Ana Isabel: una niña decente: cuốn tiểu thuyết
- (1972) Los Insulares
- (1973) Viaje al frailejón
- (1975) El shro día ya seguro: di tích
- (1978) Textos del desalojo
- (1982) Una plaza ocupando un Espacio desconcertante: Relatos, 1974-1977
- (1983) Multiplicada sombra
- (1983) Cronicas de la Horas